# Distrikt Candarave
Der Distrikt Candarave liegt in der Provinz Candarave in der Region Tacna in Südwest-Peru. Der Distrikt besitzt eine Fläche von 1381 km². Beim Zensus 2017 wurden 2502 Einwohner gezählt. Im Jahr 1993 lag die Einwohnerzahl bei 3418, im Jahr 2007 bei 3174. Die Distriktverwaltung befindet sich in der 3415 m hoch gelegenen Provinzhauptstadt Candarave mit 1043 Einwohnern (Stand 2017).

## Geographische Lage
Der Distrikt Candarave liegt an der Südflanke der Cordillera Volcánica. Er erstreckt sich über den Norden und Osten der Provinz Candarave. Im Norden befindet sich der abflusslose See Laguna Suches. Der Río Callazas entwässert einen Großteil des Areals nach Süden zur Laguna Aricota. Im Distrikt erheben sich die Vulkane Yucamane und Tutupaca.
Der Distrikt Candarave grenzt im Südwesten an die Distrikte Quilahuani und Huanuara, im Westen an die Distrikte Cairani und Camilaca, im Nordwesten und im Norden an die Distrikte Torata und Carumas (beide in der Provinz Mariscal Nieto), im Nordosten an den Distrikt Santa Rosa (Provinz El Collao), im Osten und im Südosten an die Distrikte Susapaya und Sitajara (beide in der Provinz Tarata).